# 베올레아 교통

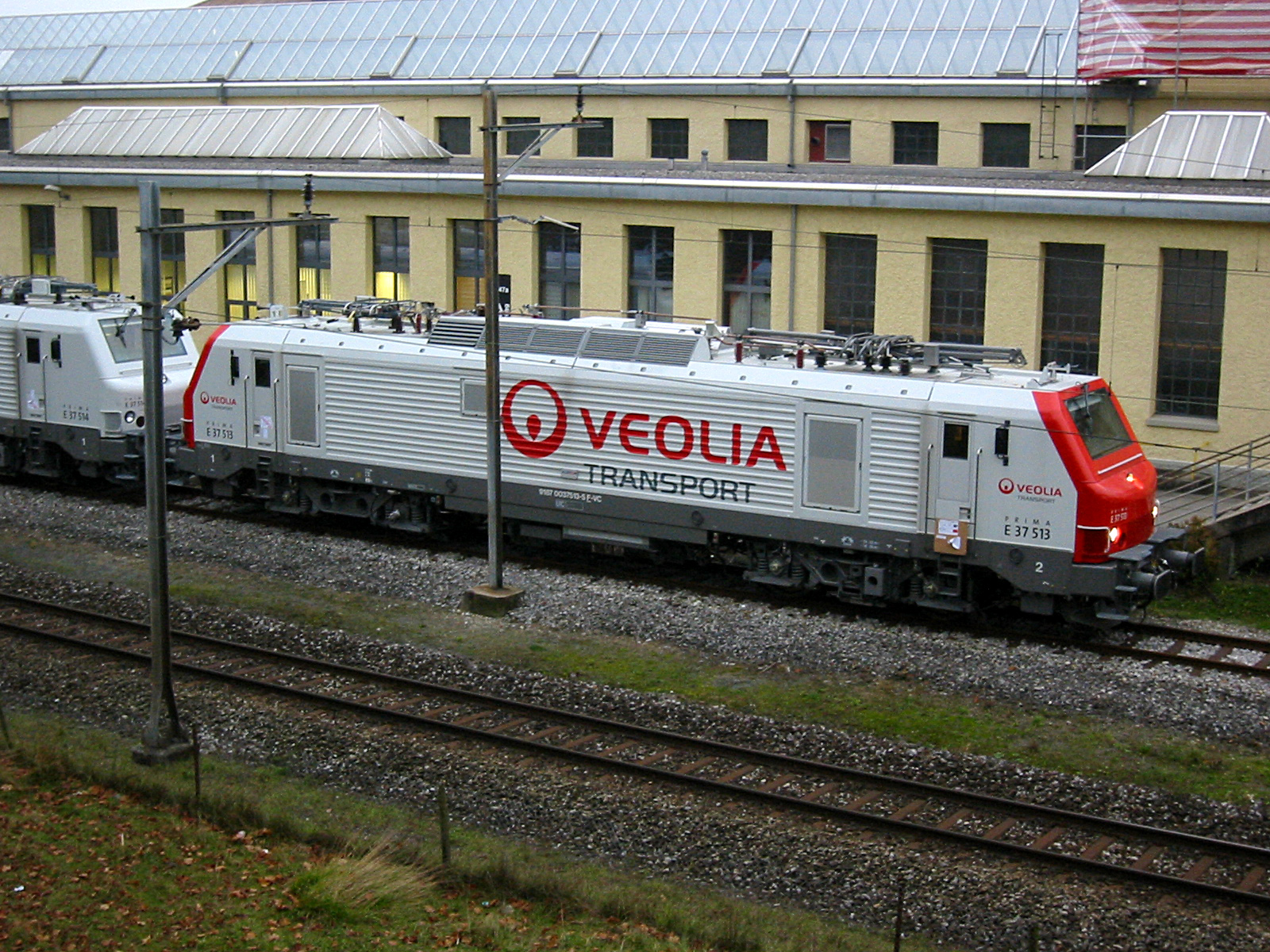

비올레아 교통 (Veolia Transportation)은 프랑스 파리에 본사를 두고있는, 대중교통 운송 서비스를 제공하는 회사다. 현재 전 세계 40여 지역에서 서비스를 제공하고 있다.

## 운영 노선

### 캐나다
- 요크 지역 교통국
  - 비바 (간선 급행 버스) - 자회사인 요크 BRT가 설립되어 있다.

### 대한민국
- 서울 지하철 9호선